# NGC 1854
NGC 1854 är en klotformig stjärnhop i Stora magellanska molnet i stjärnbilden Svärdfisken. Den upptäcktes den 2 augusti 1826 av James Dunlop.